# La bacant
La bacant és una escultura (fosa en bronze) de 49,5 x 80,8 x 17,3 cm realitzada a Caldes de Montbui per Manolo Martínez Hugué l'any 1934, la qual es troba al Museu Nacional d'Art de Catalunya.

## Context històric i artístic
Sense renunciar a la representació de la figura humana i emprant un tema propi de l'escultura clàssica, Manolo Hugué s'apropa en aquesta obra als llenguatges més innovadors de l'escultura moderna, fins al punt que La bacant, que pertany a l'etapa de maduresa de l'artista, es pot considerar no només una de les obres més rellevants de la seua producció, sinó també una de les seues millors aportacions a l'escultura del seu temps.
Fou adquirida l'any 1971 i el seu número de catàleg al MNAC és el 113762.

## Descripció
Esculpida després del seu retorn definitiu a Catalunya, la gènesi d'aquesta obra va lligada a uns condicionaments molt específics, en tractar-se d'una obra d'encàrrec. Concretament, Hugué va rebre l'encàrrec d'una editorial de modelar un relleu que havia d'anar col·locat a la part superior d'una vitrina. L'artista va haver d'adaptar la figura a l'espai arquitectònic concret i, a diferència del que és habitual en la representació d'una bacant, la va girar d'esquena a l'espectador. Al mateix temps va retallar la figura tot prescindint del fons per tal de potenciar-ne el volum i aconseguir d'aquesta manera que fes l'efecte que era una escultura exempta. L'origina posició de la figura, un cos femení de formes robustes i arrodonides, el seu accentuat dinamisme i el tractament rugós de la superfície contribueixen a posar en relleu els extraordinaris valors plàstics d'aquesta obra.